# Coupe ASOBAL 2010-2011
Navigation
Coupe ASOBAL 2009-2010 Coupe ASOBAL 2011-2012
La Coupe ASOBAL 2010-2011 est la 21e édition de la compétition qui a eu lieu les 18 et 19 décembre 2010 dans le Complexe sportif d'As Travesas de Vigo.
Elle est remportée par le BM Ciudad Real pour la 6e fois.

## Équipes engagées et formule
Les équipes engagées sont les quatre premières équipes du Championnat d'Espagne 2010-2011 à la fin des matchs aller, à savoir le BM Ciudad Real,  le FC Barcelone, le  BM Valladolid et le Club Balonmano Ademar León.
Le format de la compétition est une phase finale à 4 (demi-finale, finale) avec élimination directe. L'équipe qui remporte la compétition obtient une place qualificative pour la Ligue des champions 2011-2012.

## Résultats
|  | Demi-finales   | Demi-finales   |              |    | Finale | Finale |
|  | Demi-finales   | Demi-finales   |              |    | Finale | Finale |
|  |                |                |              |    |        |        |
|  |                |                |              |    |        |        |
|  |                |                |              |    |        |        |
|  | CB Ademar León | 26             |              |    |        |        |
|  | CB Ademar León | 26             |              |    |        |        |
|  | FC Barcelone   | 29             |              |    |        |        |
|  | FC Barcelone   | 29             | FC Barcelone | 31 |        |        |
|  |                |                | FC Barcelone | 31 |        |        |
|  |                | BM Ciudad Real | 34           |    |        |        |
|  | BM Ciudad Real | BM Ciudad Real | 34           | 35 |        |        |
|  | BM Ciudad Real |                |              | 35 |        |        |
|  | BM Valladolid  | 29             |              |    |        |        |
|  | BM Valladolid  | 29             |              |    |        |        |